# Litoria multicolor
La Rana multicolor, Litoria multicolor, es una especie de anfibio anuro del género Litoria de la familia Hylidae.

## Distribución geográfica
Es originaria de Nueva Guinea Occidental (Indonesia).